# Лёвин, Александр Алексеевич
Александр Алексеевич Лёвин (1896—1942) — деятель советской авиации, генерал-майор авиации (1940).

## Биография
Окончил реальное училище в Вятке и поступил в Лесной институт, покинул который в 1916 году, вступил в императорскую армию. Окончил теоретические авиационные курсы при Петроградском политехническом институте и Севастопольскую авиашколу лётчиков, по окончании которой ему было присвоено звание прапорщика, был оставлен в школе помощником инструктора лётного дела, также совершенствовал своё мастерство высшего пилотажа под руководством К. К. Арцеулова.
С августа 1918 года и вплоть до ареста служил в военно-воздушном флоте РККА, был инструктором высшего пилотажа и заведующим полётной частью Московской авиационной школы, с 1919 года — помощник командира и командир авиационного отряда особого назначения, с ноября 1919 — помощник начальника Московской авиационной школы. В 1920 году — помощник начальника воздушной обороны Москвы по авиации. По окончании гражданской войны на ответственных должностях в ВВС. В середине 1920-х годов бывал в иностранных командировках по закупке и приёмке образцов лётной техники. 
С июня 1940 года — начальник управления военно-учебных заведений Главного управления ВВС РККА. С декабря 1940 года — заместитель командующего ВВС Ленинградского военного округа.
Арестован 9 июня 1941 года. Допросы с пристрастием вёл М. Т. Лихачёв. Расстрелян 23 февраля 1942 года, посмертно реабилитирован 17 декабря 1955 года.